# CJPX-FM
Pour les articles homonymes, voir Radio Classique (homonymie).
CJPX-FM (s'identifiant en ondes sous 99,5 Montréal) est une station de radio québécoise située à Montréal appartenant à Leclerc Communication à la fréquence 99,5 MHz sur la bande FM d'une puissance de 8 700 watts à partir du sommet du mont Royal. Les studios de Groupe Musique Greg sont au 1260 rue Mill dans le secteur Griffintown de l'arrondissement Le Sud-Ouest.
Jusqu'au 13 juin 2020, elle s'identifiait sous le nom Radio Classique, et diffusait de la musique classique 24 h sur 24 au Québec. Cette programmation se poursuit sur le site officiel de Radio-Classique ainsi que sur la station CJSQ-FM 92,7 FM dans la ville de Québec, qui partage une partie de sa programmation de soirée en semaine et les samedis après-midi en réseau.
Sous la propriété de Radio-Classique Montréal inc., la station avait ses studios dans le parc Jean-Drapeau, sur l'île Notre-Dame à Montréal. Elle a été inaugurée le 25 juin 1998. Jean-Pierre Coallier animait tous les matins de semaine de la station jusqu'à sa retraite. Les actualités sont données par La Presse canadienne.

## Histoire

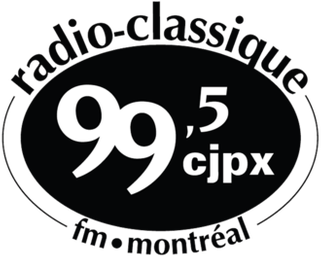
Logo de 1998 à 2015.

Grâce aux efforts de l'animateur télé Jean-Pierre Coallier pour obtenir la dernière fréquence FM à Montréal en 1997, Radio-Classique Montréal est fondée en 1998.

Logo de 2015 au 13 juin 2020.

En 2015, Radio-Classique est acquise par Groupe Musique Greg, un groupe contrôlé par Gregory Charles, un artiste québécois, au coût de 10,5 millions de dollars. Au cours des quatre années suivantes, l'auditoire est passé de 250 000 auditeurs à 500 000 auditeurs et l'âge moyen des auditeurs est passé de plus de 70 ans à 55 ans. La radio a ajouté de nombreux amateurs de concerts, de jazz, de musique de jeux vidéos et de musique de cinéma à ses adeptes.
Le 13 novembre 2019, Gregory Charles vend la station à Leclerc Communication,. Une demande a également été déposée en vue de faire modifier les conditions de licence de CJPX-FM 99,5, pour la faire passer d'une station de format spécialisé à une station de musique populaire nommée WKND 99,5 Montréal, qui diffusera de la musique pop-rock et alternative. Leclerc Communication souhaite offrir aux auditeurs de Montréal un format similaire à celui de la station WKND 91,9 à Québec.
Le 3 avril 2020, le Conseil de la radiodiffusion et des télécommunications canadiennes (CRTC) approuve la transaction conclue entre Leclerc Communication et le groupe Média ClassiQ visant l’acquisition de la station CJPX-FM 99,5 à Montréal. Le 14 juin 2020 à minuit, Leclerc Communication lance une station de radio temporaire nommé 99,5 Montréal avec une programmation 100 % francophone et cesse de diffuser officiellement de la musique classique.

Logo du 17 juin 2020 au 26 août 2024.

Le 17 juin 2020 à 17 h, la station devient officiellement WKND 99,5 avec le lancement d'une radio 100 % musicale tout l'été et annonce ses premières têtes d'affiche Mélanie Maynard, Anne-Marie Withenshaw et Alexandre Despatie. Le lancement officiel de la programmation s'est fait le 17 août 2020.
Le 8 août 2024, étant dernière dans les cotes d'écoute, la direction annonce un changement important à sa programmation d'automne et remercie ses animateurs. À partir du 26 août 2024, elle diffuse en simultané QUB radio de Québecor en journée et de la musique en soirée.

### Programmation Radio Classique
Radio-Classique conserve toutefois sa station de Québec, CJSQ-FM 92,7 FM et continue d'offrir son contenu sur le web et via câblodistribution.

### Production
Environ la moitié de la programmation est enregistrée à Québec tandis que l'autre portion est enregistrée à Montréal. Le but de cette répartition est surtout de créer deux grands marchés (Québec et Montréal) autour de la bannière[pas clair].

### Partenariats
- Analekta (Radio-Classique est un partenaire d'Analekta depuis 20 ans)[13]
- Les Violons du Roy[14]
- Musique de chambre à Sainte-Pétronille[15]
- Festival international du Domaine Forget[16]
- Festival international de jazz de Montréal[17]

- La virée classique OSM (Orchestre symphonique de Montréal)[18]
- Concours musical international de Montréal[19]
- Opéra de Québec[20]

- Orchestre symphonique de Québec[21]

### Émissions Radio Classique
Les émissions présentées sur les ondes de Radio-Classique sont les suivantes:
- Le continental
- L'île aux trésors
- Retour vers le futur
- L'heure exquise
- Crépuscule d’or
- Sous les étoiles
- En bonne compagnie
- Entre le jazz et la java
- Sonnez les matines
- Le tour du monde
- En concert

## Programmation WKND
À l'automne 2020, la station emploie les animateurs : Mélanie Maynard, Étienne Boulay, Judith Lussier, Alec Charbonneau, Geneviève Hébert-Dumont, Gregory Charles, Anne-Marie Withenshaw, Alexandre Despatie, Julien Poirier-Malo, Maude Saulnier, Patrick Langlois, Annie Major-Matte et Florence D'Amboise.
Seule l'émission du midi, de 11 h 30 à 13 h, est diffusée en réseau avec la station de la ville de Québec, avec Alexandre Barrette, Tatiana Polevoy et Maude Saulnier.